# ميليتو دي بورتو سالفو
 ميليتو دي بورتو سالفو بلدية في مقاطعة ريدجو كالابريا في منطقة كالابريا في إيطاليا، تقع على بعد حوالي 130 كيلومترا جنوب غرب كاتنزارو وحوالي 25 كم جنوب شرق ريدجو كالابريا، وهي أيضا أقصى مدينة جنوب البلاد. هي جزء من منطقة بوفيزيا الناطقة باليونانية في كالابريا وتحتل منطقة تلية تنحدر نحو البحر الأيوني.

## السكان
في سنة 1861 بلغ عدد السكان 3٬025 نسمة، وتطور العدد ليصل في سنة 2011 لـ 11٬115 نسمة.
يظهر هذا المخطط البياني تطور النمو السكاني لـ ميليتو دي بورتو سالفو

## أعلام
- فابيو كاسيرتا
- مارسيلو فونتي
- جيوسيبي ستاتيلا
- فرانسيسكو مارينو

## وصلات خارجية
- الموقع الرسمي